# مارغاريتا بيرغمان
مارغاريتا بيرغمان (بالسويدية: Margareta Bergman)‏ هي أمينة مكتبة وكاتِبة سويدية، ولدت في 22 أغسطس 1922 في Uppsala Cathedral Assembly ‏ في السويد، وتوفيت في 27 سبتمبر 2006.